# Lucień (gromada)
Lucień – dawna gromada, czyli najmniejsza jednostka podziału terytorialnego Polskiej Rzeczypospolitej Ludowej w latach 1954–1972.
Gromady, z gromadzkimi radami narodowymi (GRN) jako organami władzy najniższego stopnia na wsi, funkcjonowały od reformy reorganizującej administrację wiejską przeprowadzonej jesienią 1954 do momentu ich zniesienia z dniem 1 stycznia 1973, tym samym wypierając organizację gminną w latach 1954–1972.
Gromadę Lucień z siedzibą GRN w Lucieniu utworzono – jako jedną z 8759 gromad na obszarze Polski – w powiecie gostynińskim w woj. warszawskim, na mocy uchwały nr VI/10/3/54 WRN w Warszawie z dnia 5 października 1954. W skład jednostki weszły obszary dotychczasowych gromad Bierzewice, Budy Lucieńskie, Czarty, Kazimierzów, Miałkówek i Ottówka ze zniesionej gminy Lucień oraz obszar dotychczasowej gromady Gorzewo ze zniesionej gminy Duninów w tymże powiecie. Dla gromady ustalono 18 członków gromadzkiej rady narodowej.
31 grudnia 1959 do gromady Lucień przyłączono wieś Aleksandrynów ze znoszonej gromady Lipianki w tymże powiecie.
1 stycznia 1961 z gromady Lucień wyłączono wieś Aleksandrynów, włączając ją do gromady Solec w tymże powiecie.
31 grudnia 1961 do gromady Lucień włączono wsie Antoninów, Białe, Klusek i Marianów ze zniesionej gromady Białe w tymże powiecie.
Gromada przetrwała do końca 1972 roku, czyli do kolejnej reformy gminnej.